# Yorgos Lanthimos
Georgios „Yorgos” Lanthimos (în greacă Γιώργος Λάνθιμος; n. 23 septembrie 1973, Atena, Grecia) este regizor și dramaturg grec. A câștigat premiul Un Certain Regard la Festivalul Internațional de Film de la Cannes, având, de asemenea, în palmares premiul BAFTA, premiul Globul de Aur și șase nominalizări la premiile Oscar.

## Biografie
S-a născut în Pangrati, un cartier al Atenei. Odată ce și-a terminat studiile obișnuite, a ales să studieze regia de film și televiziune la Școala de Film Stavrakos din capitala Greciei. În anii 1990 a regizat o serie de videoclipuri pentru companii de dans teatral grecesc, iar începând din 1995, a regizat un număr mare de reclame de televiziune, precum și videoclipuri muzicale, scurtmetraje și spectacole de teatru experimental. În 2004 a fost unul dintre membrii echipei de creație care a supravegheat ceremoniile de deschidere și de închidere a Jocurilor Olimpice de la Atena.
Și-a făcut debutul ca regizor de lungmetraj în 2001 cu O kalyteros mou filos, a cărui regie a împărțit-o cu mentorul său Lakis Lazopoulos. Ulterior, a regizat filmul experimental Kinetta, care a fost prezentat în 2005 la Festivalul Internațional de Film de la Toronto. A obținut succes internațional în 2009 cu al treilea lungmetraj al său, Canin, prezentat la cea de-a 62-a ediție a Festivalului de Film de la Cannes în secțiunea Un Certain Regard, unde a și câștigat premiul. Filmul a obținut, de fapt, mai multe premii și recunoașteri în întreaga lume, inclusiv o nominalizare pentru cel mai bun film străin la premiile Oscar 2011. Tot în 2011, și-a prezentat al patrulea lungmetraj, Alps, la cea de-a 68-a ediție a Festivalului Internațional de Film de la Veneția, fiind distins cu premiul pentru cel mai bun scenariu.
În 2015 a regizat primul său film în limba engleză, Homarul, în care l-a distribuit pe Colin Farrell și pentru care a câștigat Premiul Juriului la Festivalul de Film de la Cannes 2015 și a obținut o nominalizare pentru cel mai bun scenariu original la premiile Oscar 2017. În același an, a colaborat din nou cu Farrell pentru filmul The Killing of a Sacred Deer, filmul câștigând premiul pentru cel mai bun scenariu la Cannes. În 2018 , la Festivalul de Film de la Veneția, a prezentat filmul Favorita, câștigând Marele Premiu al Juriului. Filmul a primit cele mai multe nominalizări la Premiile Oscar 2019, zece, inclusiv cel mai bun film și cel mai bun regizor, dar a primit un singur premiu, pentru Olivia Colman în rolul principal feminin.
În 2023 a câștigat Leul de Aur la cea de-a 80-a ediție a Festivalului Internațional de Film de la Veneția cu Sărmane creaturi, bazat pe romanul cu același nume al scriitorului scoțian Alasdair Gray. Pentru acest film a colaborat din nou cu Emma Stone pe care a avut-o în distribuție și la The Favorite.

## Viața particulară
Este căsătorit cu actrița franceză Ariane Labed, care joacă în filmele sale Alps și Homarul.